# Carlão
Pour le footballeur né en 1986, voir Carlão (football, 1986).
Carlão, de son vrai nom Carlos Roberto da Cruz Júnior (né le 19 janvier 1986 à São Paulo) est un footballeur brésilien évoluant au poste de défenseur.

## Biographie
Carlão débute à São Paulo, au Portuguesa avant d'être transféré aux Corinthians pour qui il dispute une quarantaine de rencontres dans le championnat national brésilien ainsi que celui de São Paulo, remportant notamment le championnat du Brésil en 2005. 
En juillet 2008, il quitte son club, son pays et sa ville natale pour la Ligue 1 et le FC Sochaux avec un contrat de quatre ans. Recruté en tant que latéral gauche, il réalise des prestations très moyennes à ce poste, mais est replacé milieu défensif ou défenseur central selon les besoins, où ses prestations sont plus correctes. Durant les saisons 2009-2010 et 2010-2011, il devient remplaçant dû à une concurrence plus accrue.
Il marque son premier but en Ligue 1 le 4 décembre 2010 à la 16e minute lors d'un match contre le Valenciennes Football Club à domicile.
Carlão a été appelé une fois en équipe du Brésil des moins de dix-sept ans, mais sans jouer pour cause de blessure.

## Carrière

### Saison par saison
| Saison                    | Club           | Pays   | Championnat        | Championnat | Championnat | Coupe d'Europe | Coupe d'Europe | Coupe d'Europe | Coupes nationales | Coupes nationales | Coupes nationales |
| Saison                    | Club           | Pays   | Division           | Matchs      | Buts        | Type           | Matchs         | Buts           |                   |                   |                   |
| ------------------------- | -------------- | ------ | ------------------ | ----------- | ----------- | -------------- | -------------- | -------------- | ----------------- | ----------------- | ----------------- |
| Saison                    | Club           | Pays   | Division           | Matchs      | Buts        | Type           | Matchs         | Buts           | Matchs            | Buts              |                   |
| 2006                      | SC Corinthians | Brésil | Brasileiro Série A | 4           | -           | -              | -              | -              | -                 | -                 |                   |
| 2007                      | SC Corinthians | Brésil | Brasileiro Série A | 11          | -           | -              | -              | -              | -                 | -                 |                   |
| jusqu'à juillet 2008      | SC Corinthians | Brésil | Brasileiro Série B | 4           | -           | -              | -              | -              | -                 | -                 |                   |
| 2008 - 2009 (au 25/08/08) | FC Sochaux     | France | Ligue 1            | 25          | 0           | -              | -              | -              | 3                 | -                 |                   |
| 2009 - 2010               | FC Sochaux     | France | Ligue 1            | 16          | 0           | -              | -              | -              | 4                 | -                 |                   |
| 2010 - 2011               | FC Sochaux     | France | Ligue 1            | 24          | 1           | -              | -              | -              | 3                 | -                 |                   |
| 2011 - 2012               | FC Sochaux     | France | Ligue 1            | 21          | 0           | C3             | 2              | 0              | -                 | -                 |                   |
| 2012 - 2013               | FC Sochaux     | France | Ligue 1            | 15          | 0           | -              | -              | -              | 2                 | 0                 |                   |

## Palmarès
- APOEL Nicosie
  - Champion de Chypre en 2015, 2016 et 2017.
  - Vainqueur de la Coupe de Chypre en 2015.